# جرج گالیمور
جرج گالیمور (انگلیسی: George Gallimore؛ اوت ۱۸۸۶ – ۱۹۴۹ (۶۲−۶۳ سال)) بازیکن فوتبال اهل بریتانیا بود.
از باشگاه‌هایی که در آن بازی کرده‌است می‌توان به باشگاه فوتبال استوک سیتی، باشگاه فوتبال بیرمنگام سیتی، و باشگاه فوتبال شفیلد یونایتد اشاره کرد.